# Leioproctus nigrofulvus
Leioproctus nigrofulvus là một loài Hymenoptera trong họ Colletidae. Loài này được Cockerell mô tả khoa học năm 1914.